# Агин (село)
Аги́н (арм. Աղին) — село в Армении. Находится в Ширакской области (ранее входило в состав Анийского района (с 1937 по 1962 гг. - Агинский район)).
Село Агин находится на берегу Ахурянского водохранилища.
Вместе с селом станции Агин составляет одноимённую общину.

## Экономика
Население занимается скотоводством и земледелием.

## Известные уроженцы села
- Барсегян, Рубен Сергеевич — армянский государственный деятель[2].